# Kenny Wooten
Kenneth Wooten Jr (ur. 17 kwietnia 1998 na Stockton) – amerykański profesjonalny koszykarz, grający na pozycji silnego skrzydłowego, obecnie zawodnik Maine Celtics.
W 2019 reprezentował New York Knicks, podczas rozgrywek letniej ligi NBA, a w 2021 Minnesotę Timberwolves. 19 listopada 2020 opuścił Knicks. 21 listopada został zawodnikiem Houston Rockets. 16 grudnia opuścił klub. 
23 października 2021 zawarł umowę z Maine Celtics.

## Osiągnięcia
Stan na 22 grudnia 2021, na podstawie, o ile nie zaznaczono inaczej.
NCAA
- Uczestnik rozgrywek Sweet Sixteen turnieju NCAA (2019)
- Mistrz turnieju konferencji Pac-12 (2019)
- Zaliczony do I składu defensywnego Pac-12 (2018, 2019)
- Lider Pac-12 w średniej (2,6) i liczbie (92) bloków  (2018)

Indywidualne
- Zaliczony do I składu defensywnego G-League (2020)[8]